# Kiss Bertalan
Kiss Bertalan (Szatmárnémeti, 1906. december 4. – Szatmárnémeti, 1980. február 17.) református lelkész, egyházi és lélektani szakíró.

## Életútja
Középiskolát szülővárosában végzett, teológiai és bölcsészeti tanulmányokat Kolozsvárt folytatott, 1929–31-ben a bázeli egyetem filozófiai karának ösztöndíjasa. Református lelkész volt Nagyváradon, majd Szatmáron. Debrecenben bölcsészettudományi doktorátust szerzett (1941).
Mint egyházi író a Református Jövőt (1933–37) és a Református Gyermekkönyvtárt (1935–40) szerkesztette. Az ifjúkor lélektana (Nagyvárad, 1936) című munkájában a pszichológia e terén végzett kutatásainak alakulásával, a személyiségformálódás, az értelmi, érzelmi és akarati élet fejlődésével, a nemek és típusok sajátos kérdéseivel foglalkozott. A vér és könny egyháza (Nagyvárad, 1940) című alatt a gályarab prédikátorokra emlékezett.